# Harappa
Harappa je selo u Pakistanu, na gornjem toku rijeke Ind, u čijoj blizini je lokalitet prapovijesnog nalazišta grada iz vremena Indske civilizacije. Po njemu je ovo nalazište dobilo ime. 
Tijekom trećeg tisućljeća pr. Kr. na području polupustinjskih predjela doline između rijeke Ind i njenih pet pritoka postojala je visokorazvijena pretpovijesna urbana kultura koja je upravo po ovom nalazištu dobila jedno od svojih imena, Harappska kultura. Na vrhuncu svoje moći, u razdoblju od oko 2550. pr. Kr. – 1550. pr. Kr. ova kultura prostirala se na velikom području površine od gotovo 1,28 milijuna kilometara2.
Grad je bio napušten i zaboravljen, dok Sir Alexander Cunningham 1872./1873. nije počeo s prvim iskapanjima. No tek s naknadnim iskapanjima iza 1920. spoznalo se starost i značenje čitave civilizacije čiji dio je bila i Harappa.
Opeke s ovog nalazišta korištene su sredinom 19. stoljeća kao gradbeni materijal za željezničku prugu što je potpuno uništilo veliki dio ovog prastarog grada.
No iz sačuvanih ostataka vidljivo je, da se grad sastojao od dva dijela. Istočni dio koristio se za stanovanje, dok je na zapadnom dijelu bila tzv. citadela, okružena snažno utvrđenim zidom. Sjeverno je još bilo moguće istražiti skladišta i nastambe radnika. Iako je sačuvan samo mali dio stambenog dijela grada, ostaci ukazuju na planiranu gradnju s pravilnim rasporedom ulica po principu šahovske ploče, kućama građenim na platformama od opeke, bunarima, uređajima za dovod vode i odvodnju. Za gradnju korištene su bile pečene ili na suncu sušene glinene opeke.
Južno od grada iskopano je jedno groblje. To je jedno od rijetkih poznatih groblja Indske kulture, a kultura groblja H upravo je po iskopinama u "području H" u Harappi i dobila ovo ime.
U Sumeru su nađeni predmeti iz Harappe, a u Harappi materijali iz udaljenih područja, iz čega se može zaključiti da je Harappa bila trgovačko središte. Kvalitet nađenih ukrasnih predmeta ukazuje na visoko razvijene obrtničke vještine.